# 佐喜浜町
佐喜浜町（さきはまちょう）は、高知県室戸市の町丁。2015年3月31日現在の人口は1,510人。郵便番号は781-7220。本項ではかつて同区域に存在した安芸郡佐喜浜村（さきはまむら）、佐喜浜町（さきはまちょう）についても記す。

## 地理
室戸市の北東端、太平洋に面した区域にあたる。西で羽根町・吉良川町、南で室津・室戸岬町、北で東洋町野根および北川村安倉・弘瀬・小島に接する。東で太平洋に面し、海岸沿いに国道55号、佐喜浜川に沿って高知県道368号佐喜浜吉良川線が通過する。

### 海洋
- 太平洋

### 岬
- 鹿岡鼻

### 山岳
- 野根山
- 小坂山

### 河川
- 尾崎川
- 佐喜浜川
- 唐ノ谷川
- 入木川

## 歴史
- 幕末 - 安芸郡佐喜浜村が存在。「旧高旧領取調帳」の記載によると高知藩領。
- 1735年（享保20年） - 地震により佐喜浜川源流部で加奈木の大崩壊（加奈木のつえ）が発生。以後、佐喜浜川の土砂流出が激しくなる[2]。
- 明治4年7月14日（1871年8月29日） - 廃藩置県により高知県の管轄となる。
- 1889年（明治22年）4月1日 - 町村制の施行により、近世以来の佐喜浜村が単独で自治体を形成。
- 1943年（昭和18年）11月3日 - 佐喜浜村が町制施行して佐喜浜町となる。
- 1950年（昭和25年）3月25日 - 昭和天皇の戦後巡幸。海浜に佐喜浜町奉迎場を設けて天皇を迎えた[3]。
- 1959年（昭和34年）3月1日 - 佐喜浜町が室戸町・室戸岬町・吉良川町・羽根町と合併して室戸市が発足。同市の町丁となる。

## 交通

### バス
高知東部交通
- 高知 - 室戸 - 甲浦線
  - 安芸営業所 - あき総合病院 - 安芸駅 - 伊尾木 - 大山岬 - 唐の浜中央通 - 安田役場通 - 田野役場通 - 奈半利駅 - 奈半利 - 羽根船場 - 吉良川冨屋前 - 行当 - 室戸高校 - 室戸 - 室戸営業所 - 室戸岬 - 室戸岬ホテル前 - ディープシーワールド - 佐喜浜支所前 - 野根 - 東洋町役場前 - 海の駅東洋町 - 甲浦 - 甲浦岸壁

### 道路
- 国道55号
- 高知県道368号佐喜浜吉良川線

## 施設
- 室戸警察署佐喜浜駐在所
- 室戸市立佐喜浜中学校
- 室戸市立佐喜浜小学校
- 佐喜浜郵便局
- 佐喜浜八幡宮
- 仏海庵

## 出身・ゆかりのある人物
- 川島総次（野根山二十三士の1人） - 高知市長川島正件の祖父。